# Phyllophaga rufotestacea
Phyllophaga rufotestacea är en skalbaggsart som beskrevs av Moser 1918. Phyllophaga rufotestacea ingår i släktet Phyllophaga och familjen Melolonthidae. Inga underarter finns listade i Catalogue of Life.